# 銀河の夜
銀河の夜（ぎんがのよる）は、エヌフォースプロモーションに所属していたお笑いコンビ。

## メンバー
- 高山カズタカ（たかやま かずたか、1978年7月25日（46歳） - ）
  - 本名：高山和隆（読み同じ）
  - 新潟県出身。
  - 身長176cm、血液型A型。
  - 2004年4月から2006年まで、平子祐希（アルコ&ピース）とのコンビ『セクシーチョコレート』で活動、当時はSMA NEET Project所属。その後、ピン芸人『岬のワルツ』（みさきのワルツ）として活動（その後エヌフォースプロモーションに移籍）。
  - 岬のワルツ時代のネタはドラえもんがエイズで死んだ。磯野家が惨殺されたなどで芸人ウケするネタが多い。
  - 放送作家の鈴木おさむにそっくりである。2013年放送の『ものまねグランプリ』（日本テレビ）にて鈴木おさむの嫁の森三中の大島美幸と共演した。

- 小沢 宏喬（おざわ ひろたか、1982年10月18日（42歳） - ）
  - 神奈川県出身。
  - 身長175cm、血液型B型。
  - 亜細亜大学中退。
  - ヒューマンアカデミーお笑い芸人養成講座4期生出身。
  - 現在はピン芸人「おざおざ」として活動中。
  - 2004年6月12日から2007年2月1日まで、ヒューマンアカデミーお笑い芸人養成講座での同期生だった塚田舞（元・サジタリ）とのコンビ『ランプアップ』で活動（当時ケイダッシュステージ所属）、2007年4月12日から2009年途中まで、藤倉織江とのコンビ『連日恋夜』で活動（当時太田プロダクション所属）。連日恋夜当時は、相方に突き放されるような役柄を務めていたことが多かった。2015年8月からピン芸人「おざおざ」としてマスクを着用し活動中。
  - 楽しんごの『ドドスコ』の部分の生みの親でもある。
  - 仲の良い先輩にはオードリー、Hi-Hi、ビックスモールンがいる。
  - 過去に「マグマインフィニティー」という芸名でピンで舞台に立ったことがある。
  - ブログのコメント数が1000件を越したことがある。

## 略歴・芸風
2009年6月に結成。それ以前から、お互いに長年の友人関係でもあり、連日恋夜、岬のワルツだった当時の2008年7月から約1年間、パジャマお兄さん、ミスアルプスと共に自主トークライブ『THE POP』の主催を務めていた。
ネタ前に小沢が「おざおざ」のコールをすることが多い。ネタ中では、小沢がテンションをかなり高くして高山に話しかけるということもある。最近では、小沢のブログに度々現れるという福井県在住の男性のことをめくり芸の形で漫才のネタに取り入れることもある。R-1グランプリでは小沢が「銀河の夜おざおざ」の名前で出場し、この男性のことをネタにしためくり芸形式の漫談を披露して3年連続2回戦まで進出した。
2011年ころから銀河の夜、ルサンチマン、ごはんパーティー、日帰り温泉で月2回、路上ライブを開催した。同年、東京ビタミン寄席出演。
事務所ライブエヌフォースワンでは毎回上位にランクインしていた。
2012年、THE MANZAI、一回戦を突破。
2014年9月に解散。

## 出演

### テレビ
- BSブランチ（BS-TBS）- 2009年10月10日
- セールスタイル（BS日テレ）- 2013年
- ものまねグランプリ（日本テレビ）- 2013年

### ネットテレビ
- エヌフォースチャンネル（おひげ電視台）
- WALLOP放送局（スマホ専用局）『桜あんりの下町日記！』（2012年4月-2012年12月）
- WALLOP放送局（スマホ専用局）『大西蘭の天真蘭蘭』（2013年2月-2012年5月）
- WALLOP放送局（スマホ専用局）『いっぺごと！潟っ子ＴＶ！』（2013年6月-2013年12月）

### ライブ
- 東京ビタミン寄席
- 雷ライブ
- エヌフォースワン
- 路上漫才～室内編～
- Ｇ万グランプリ
- マサシンライブ

### DVD
- 笑いの聖戦（ジハード）～テレビじゃ見れない自爆覚悟のタブーなお笑い５３連発～（2010年12月18日）